# هوندون د لوس فرایلس

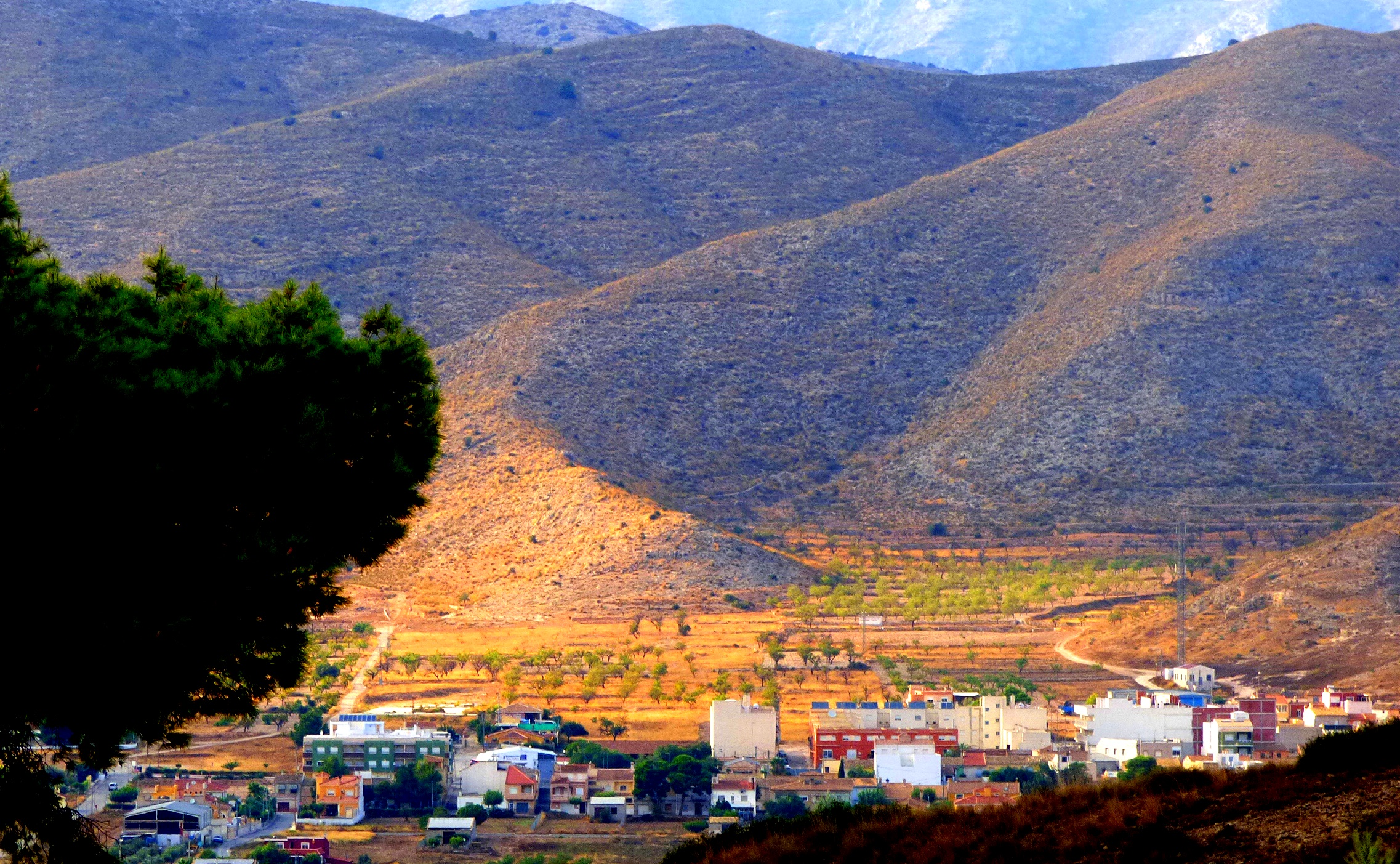
نمایی از هوندون دِ لوس فرِایلِس، دهستانی در استان آلیکانتهٔ اسپانیا - ۲۰۱۶

هوندون دِ لوس فرِایلِس (به اسپانیایی: Hondón de los Frailes) دهستانی در استان آلیکانتهٔ اسپانیا است.
در این دهستان ۱٬۱۰۹ نفر زندگی می‌کنند. مساحت این دهستان ۱۲٫۵۶ کیلومتر مربع است.